# Cercyonis paulus
Cercyonis paulus är en fjärilsart som beskrevs av Edwards 1879. Cercyonis paulus ingår i släktet Cercyonis och familjen praktfjärilar. Inga underarter finns listade i Catalogue of Life.